# 최철민
최철민(1972년 5월 3일 ~ )은 전 KBO 리그 야구 선수의 포수이다.

## 출신학교
- 1988년 ~ 1991년 : 마산고등학교
- 1991년 ~ 1995년 : 동아대학교 (1991학번)